# Landgericht Neumarkt an der Rott

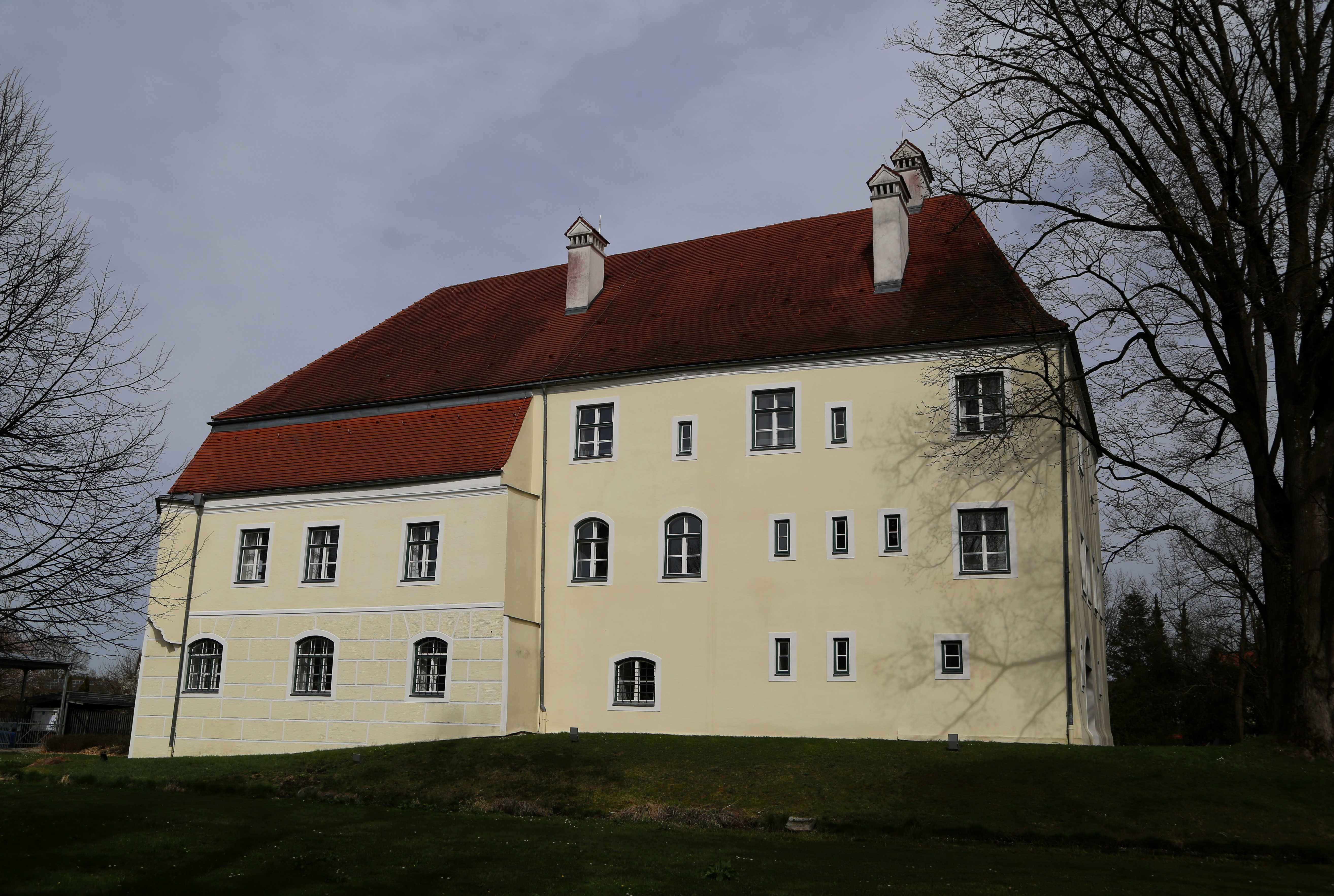
Schloss Adlstein, lange Zeit Sitz des Landgerichts

Das Landgericht Neumarkt an der Rott war ein von 1838 bis 1879 bestehendes bayerisches Landgericht älterer Ordnung mit Sitz in Neumarkt an der Rott im heutigen Landkreis Mühldorf am Inn. Das herzogliche Pfleggericht als Vorläufer des Landgerichts bestand schon seit dem Jahr 1369.

## Geschichte
Im Jahr 1369 ließ der Landshuter Herzog den Sitz der Landrichters und Pflegers für den neuen Pfleggerichtsbezirk Neumarkt im späteren Schloss Adlstein einrichten. Er gehörte zum Rentamt Landshut des Herzogtums Bayern. Das herzogliche Pfleggericht (auch als Landgericht bezeichnet) bestand bis Anfang des 19. Jahrhunderts.
Im Zuge der Verwaltungsreformen in Bayern entstanden ab 1803 die Landgerichte älterer Ordnung, so wurde Neumarkt 1810 schließlich dem Landgericht Mühldorf zugeordnet.
Im Jahr 1838 entstand das Landgericht Neumarkt an der Rott neu. Es umfasste die damaligen Gemeinden Aspertsham, Buchbach, Egglkofen, Elsenbach, Feichten, Gumattenkirchen, Harpolden, Hörbering, Irl, Lohkirchen, Neumarkt an der Rott, Niederbergkirchen, Niedertaufkirchen, Oberbergkirchen, Oberhofen, Ranoldsberg, Roßbach, Salmannskirchen, Schönberg, Stefanskirchen, Sankt Veit, Tegernbach, Thambach, Walkersaich, Weilkirchen, Wiesbach, Wolfsberg und Zangberg gebildet wurde.
Im Jahr 1862 wurde es mit der Trennung der administrativen und juristischen Aufgaben in Bayern Teil des Bezirksamtes Mühldorf am Inn.
Die verbleibenden Rechtspflegeeinrichtungen in Mainburg behielten zunächst die Bezeichnung Landgericht. Als Eingangsinstanz der niederen Gerichtsbarkeit wurden die bisherigen Landgerichte 1879 durch das Gerichtsverfassungsgesetz reichseinheitlich in Amtsgerichte umgewandelt. Zeitgleich erfolgte der Umzog des Gerichts in ein neu erbautes Gebäude in der Bahnhofstraße 21. Das Amtsgericht wurde 1934 in Amtsgericht Neumarkt-Sankt Veit umbenannt und bestand bis 1973.